# Червь-победитель
«Червь-победи́тель» (англ. The Conqueror Worm) — стихотворение Эдгара Аллана По, впервые опубликованное в 1843 году в журнале Graham’s Magazine, и через два года вошедшее в переработанную версию рассказа «Лигейя». Одноимённая героиня новеллы, написавшая это стихотворение, будучи на смертном одре, просит рассказчика прочитать его. Главная тема произведения — тщетность человеческих стремлений и неизбежность трагического финала, смерти.

## Сюжет
В пересказе использован перевод В. Брюсова.
Аудитория «трепещущих ангелов» наблюдают за театральным представлением актёров-мимов, «подобных Богу», которыми управляет «некто безликий», находящийся позади сцены. Мимы начинают преследовать «Тень» (англ. Phantom), безуспешно гоняясь за ней по кругу. Затем на сцену выползает «кровавый образ», червь, и пожирает мимов. В финальной сцене падает чёрный занавес, ангелы кричат, что название этой трагедии — «человек», а «червь — её герой».

## Анализ
Стихотворение «Червь-победитель» состоит из пяти строф, каждая из которых соответствует одному акту трагедии. Важнейшее наполнение произведения составляют образы и метафоры.
Вселенная представлена в виде театра, безвольные актёры-мимы в нём — это люди, а оркестр, исполняющий «музыку планет», — небесное воинство. Червь-победитель, который является главным героем трагедии, олицетворяет смерть. Ангелы, наблюдающие за представлением, являются единственной сверхъестественной силой, способной помочь, но оказываются бессильными наблюдателями торжества смерти на сцене. По выражению В. Захарова, «„Космическая метафора“ ярко, выпукло и в максимально лаконичной форме раскрывает излюбленную мысль поэта о тщетности человеческих устремлений».
Несмотря на то, что По ссылался на древнюю традицию, связывающую смерть и червей, возможно, идею произведения ему подсказал поэт Спенсер Уоллис Коун. Его стихотворение «The Proud Ladye», подвергшееся критическому обзору в одном из выпусков Graham’s Magazine, содержало строчки «Let him meet the conqueror worm / With his good sword by his side». Также вероятно, что По написал «Червя-победителя» на фоне тяжёлых душевных мук, связанных с продолжительной тяжёлой болезнью своей жены, у которой не было шансов выздороветь.

### Роль в «Лигейе»
Стихотворение играет важную символическую роль в рассказе 1838 года «Лигейя». Одноимённая главная героиня, написавшая его перед смертью, просит рассказчика, своего мужа, его прочитать.
Лигейя не может поверить в справедливость своих же суждений о человеческом существовании и цитирует слова Джозефа Гленвилла, ставшие эпиграфом к рассказу: «Ни ангелам, ни смерти не предает себя всецело человек, кроме как через бессилие слабой воли своей». Чувство отчаяния и тщетности усилий в стихотворении противопоставляется внутренней борьбе Лигейи с неизбежностью смерти, которая, найдя в себе волю, воскресла в теле другой женщины.

## Публикации
«Червь-победитель» был впервые опубликован как самостоятельное стихотворение в Graham’s Magazine в 1843 году. Вскоре после этого оно было включено в сборник поэзии Эдгара По в 25-м выпуске газеты Saturday Museum в разделе «Поэты и поэзия Филадельфии». В 1845 году Эдгар По включил «Червя-победителя» в свой поэтический сборник «Ворон и другие стихотворения», а затем в переработанную версию рассказа «Лигейя», опубликованную в издании New York World. В 1847 году «Лигейя» со включённым в неё стихотворением была перепечатана в сентябрьском выпуске The Broadway Journal, который По редактировал. Это был не первый случай для По, когда он помещал свою поэзию в рассказ. Ранее это случалось со стихотворениями «Колизей» и «Одной в раю».

## Адаптации
В 1935 году американский композитор Франц Борншайн написал произведение в трёх частях для женского хора с оркестром, основанное на «Черве-победителе». Стихотворением Эдгара По навеяно и одноимённое электроакустическое сочинение польского композитора Кшиштофа Книттеля (пол. Robak Zdobywca; 1976), пять частей которого построены на образности ключевых фраз текста.
Стихотворение также было положено на музыку Лу Ридом для концептуального альбома The Raven, вдохновлённого творчеством Эдгара По. Годом позже свою песню, основанную на «Черве-победителе» представил музыкальный проект в жанре дарквейв Sopor Aeternus & The Ensemble of Shadows. В 1990 году на перевод стихотворения «Червь-победитель» была наложена музыка Александра Дронова: композиция его группы Валькирия, выйдя на демокассете Валькирия взлетает, получила название «Черви» (второе название «Спектакль»). Позднее, в 1993 году, песня была переиграна и перепета другим вокалистом на английском языке, при выходе на пластинке Valkyria получив другое название «Gala Drama». Была ремастрирована вместе со всеми произведениями с пластинки и из кассетной демоверсии из трёх песен в альбоме Mystical Mass (рус. Тайная месса).
Помимо музыкантов, стихотворением неоднократно вдохновлялись создатели комиксов.